# BMW R 23
Die BMW R 23 war ein Motorrad des deutschen Herstellers BMW, das ab 1938 gebaut wurde. Es war das Nachfolgemodell der R 20.

## Geschichte
Da ab 1938 auch für Motorräder bis 200 cm³ eine Steuer- und Führerscheinpflicht bestand, aber eine neue Führerscheinklasse bis 250 cm³ eingeführt wurde, nutzte BMW die Chance der Hubraumerweiterung auf 250 cm³.
Die Serienfertigung lief im Juni 1938 in München an. Nach zwei Jahren stellte BMW die Produktion 1940 kriegsbedingt nach 8021 gebauten Motorrädern ein.

## Technik
BMW bot für die R 20 den Umbau auf 250 cm³ an, um sie mit 2 PS mehr auf die Leistung der R 23 zu bringen. Dazu mussten Pleuel, Kolben, Zylinder, Zylinderkopfdichtung und Zylinderkopf mit den entsprechenden Teilen der R 23 ersetzt werden. Weitere Unterschiede zwischen den Modellen an der Kupplung und am Vergaser waren nicht leistungsrelevant.
Der Antriebsstrang, das Fahrwerk, die Bremsen, die Vorderradgabel und Zündanlage waren identisch dem Modell R 20. Einzig die Lichtmaschine für das Bordspannungsnetz leistete nun 6 V/75 W. Das Modell R 23 ist die Urversion aller seitherigen 250er BMW-Einzylinder-Motorräder mit Wellenantrieb, die bis 1966 gebaut wurden; konzipiert als pflegeleichte und sparsame Alltagsfahrzeuge.

## Technische Daten
| Kenngröße             | Daten der R 23                |
| --------------------- | ----------------------------- |
| Bohrung               | 68 mm                         |
| Hub                   | 68 mm                         |
| Hubraum               | 247 cm³                       |
| Leistung              | 10 PS (7,4 kW) bei 5400 min−1 |
| Höchstgeschwindigkeit | 100 km/h                      |
| Leergewicht           | 135 kg                        |
| Gesamtgewicht         | 200 kg                        |
| Tankinhalt (ltr)      | 9,6 L                         |